# Hald Kirke

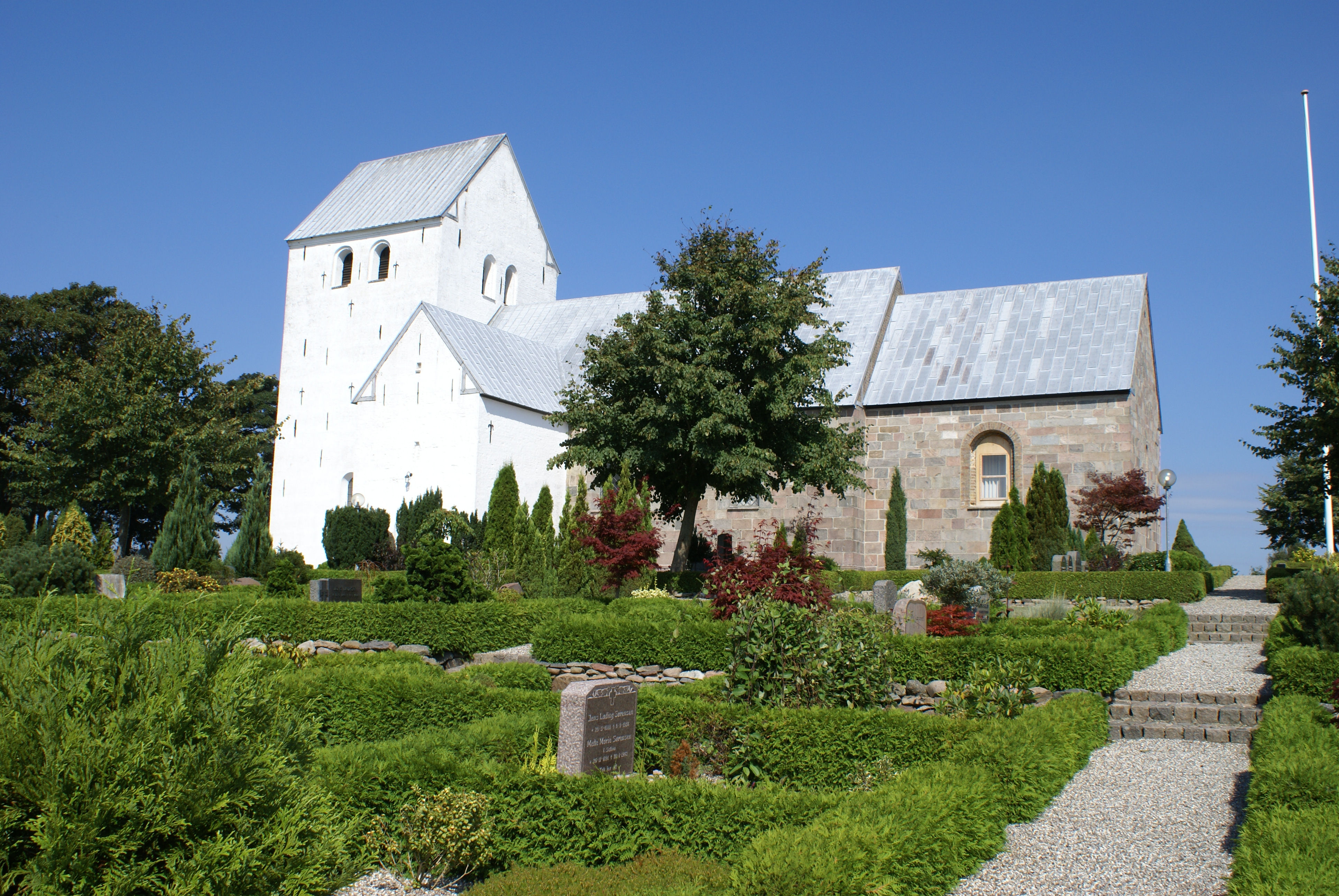
Hald Kirke

Die evangelisch-lutherische Hald Kirke ist eine romanische Dorfkirche mit spätgotischen Anbauten in Hald in der Region Midtjylland in Dänemark, etwa 11 km nordöstlich der Stadt Randers. Die Kirchengemeinde gehört zum Hald Sogn in der Randers Nordre Provsti des Bistums Aarhus der Dänischen Volkskirche.
Chor und Schiff wurden um 1150 aus Granitquadern erbaut; in spätgotischer Zeit wurden Turm, Vorhalle und Sakristei angefügt, der Chorbogen erweitert und in Chor und Schiff ein Kreuzrippengewölbe eingezogen. Beide romanischen Portale sind erhalten; das Nordportal ist zugemauert, das Südportal liegt in der Vorhalle.
Das romanische Taufbecken mit Löwenreliefs ist typisch für die Gegend um Randers, die Taufschale zeigt Mariä Verkündigung. Im Chor ist an der linken Wand eine spätgotische Kreuzigungsgruppe auf einem modernen Balken angebracht, vor der rechten Wand steht eine eisenbeschlagene Truhe. Die Kanzel aus der Zeit der Renaissance zeigt Bilder der Evangelisten aus dem 18. Jahrhundert.
Chorbogen und Chorgewölbe sind mit spätgotischen Fresken von ca. 1500–1520 geschmückt. Im Chorgewölbe ist über dem Altar das Jüngste Gericht dargestellt, in den anderen Kappen sind es Apostel und Heilige. Auf der Laibung des Chorbogens ist in der oberen Hälfte links Maria, rechts Johannes dargestellt, beide wohl als Seitenfiguren zu einem Triumphkreuz, das früher im Chorbogen gehangen hatte. In der unteren Hälfte der Laibung sieht man links St. Laurentius, rechts St. Dionysius als Figuren gemalter Seitenaltäre.

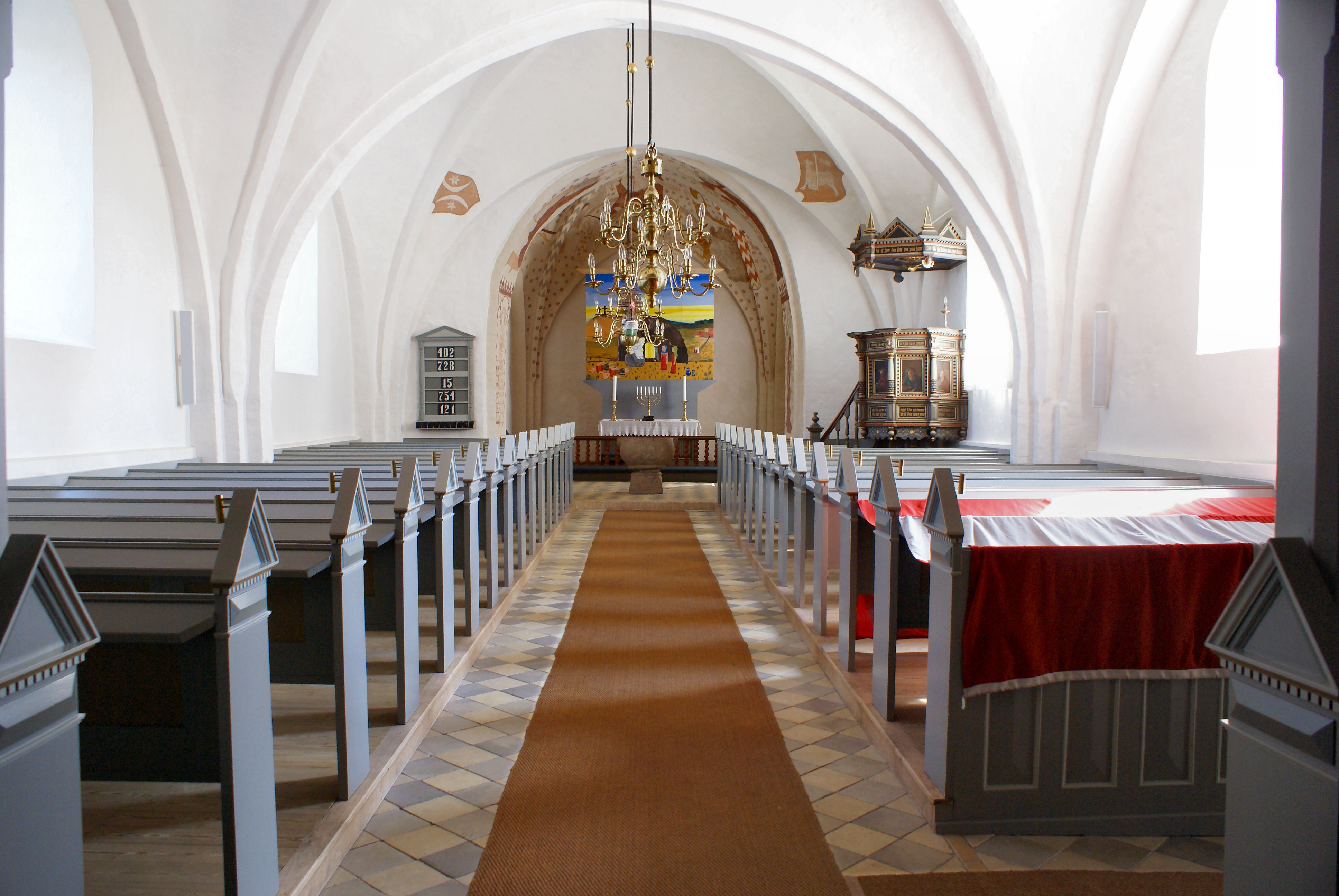
Schiff nach Osten
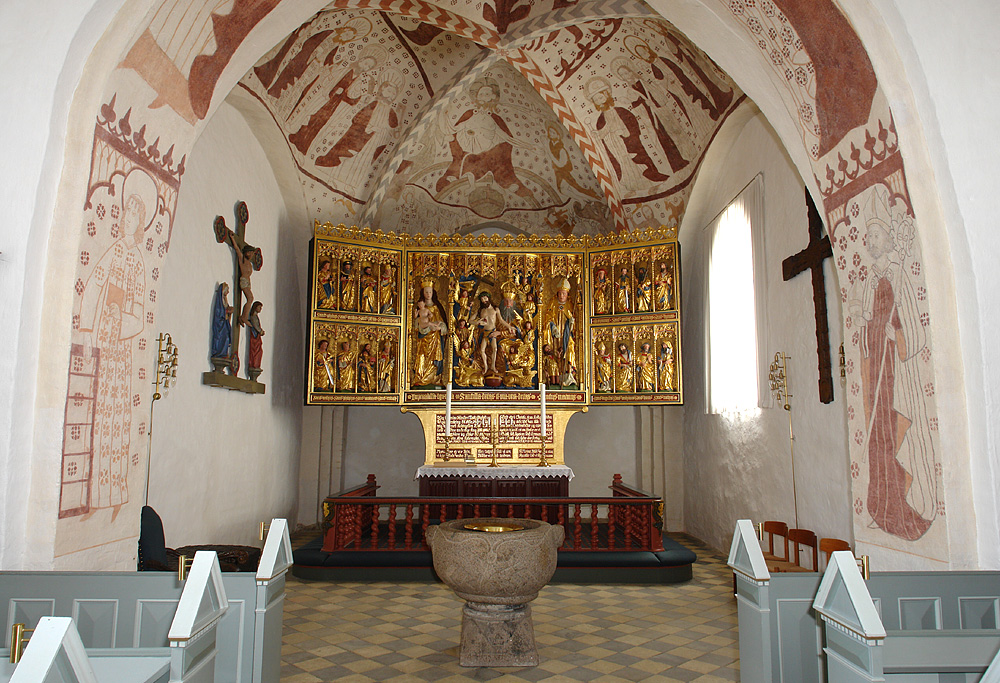
Chor
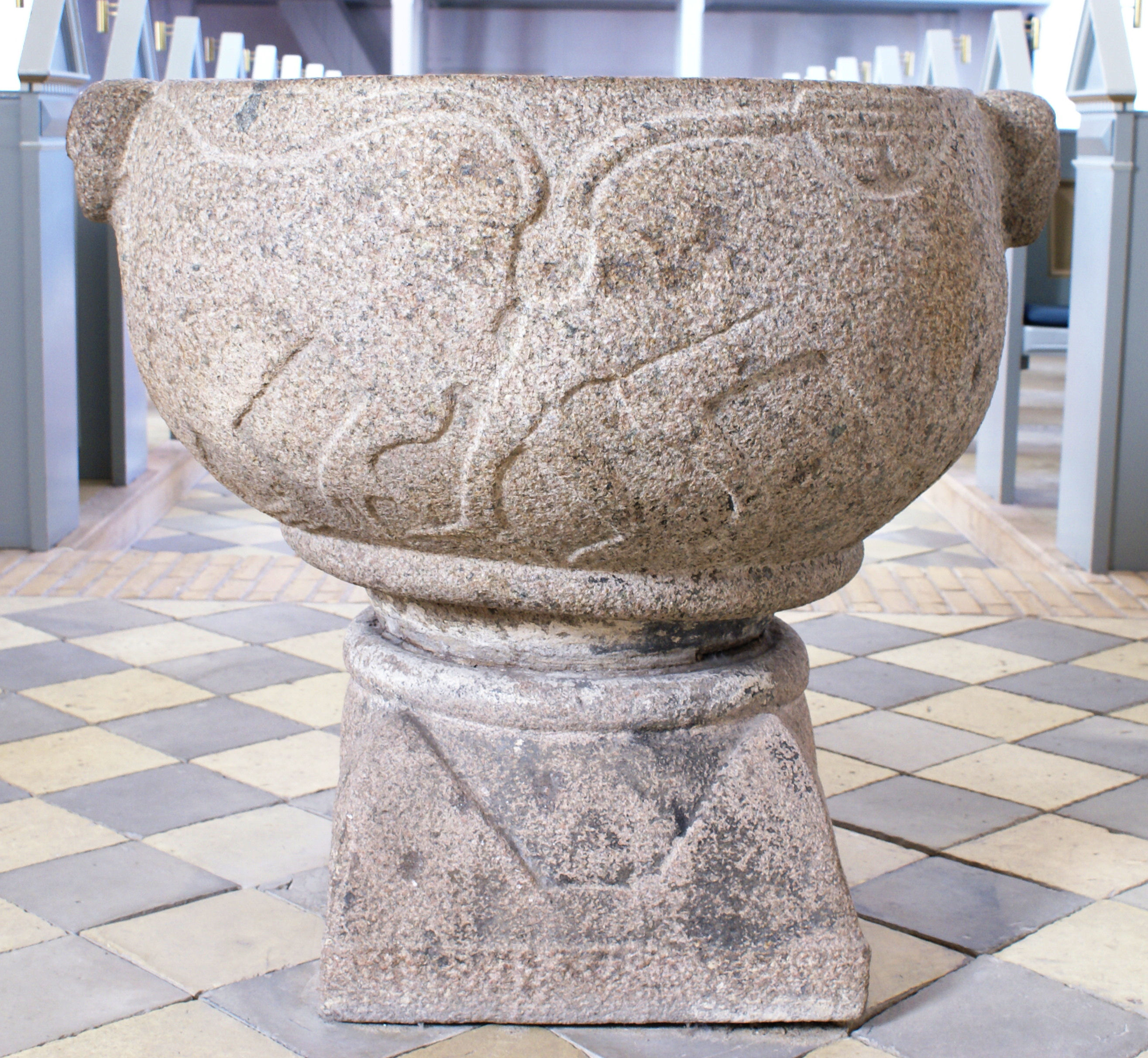
Taufbecken
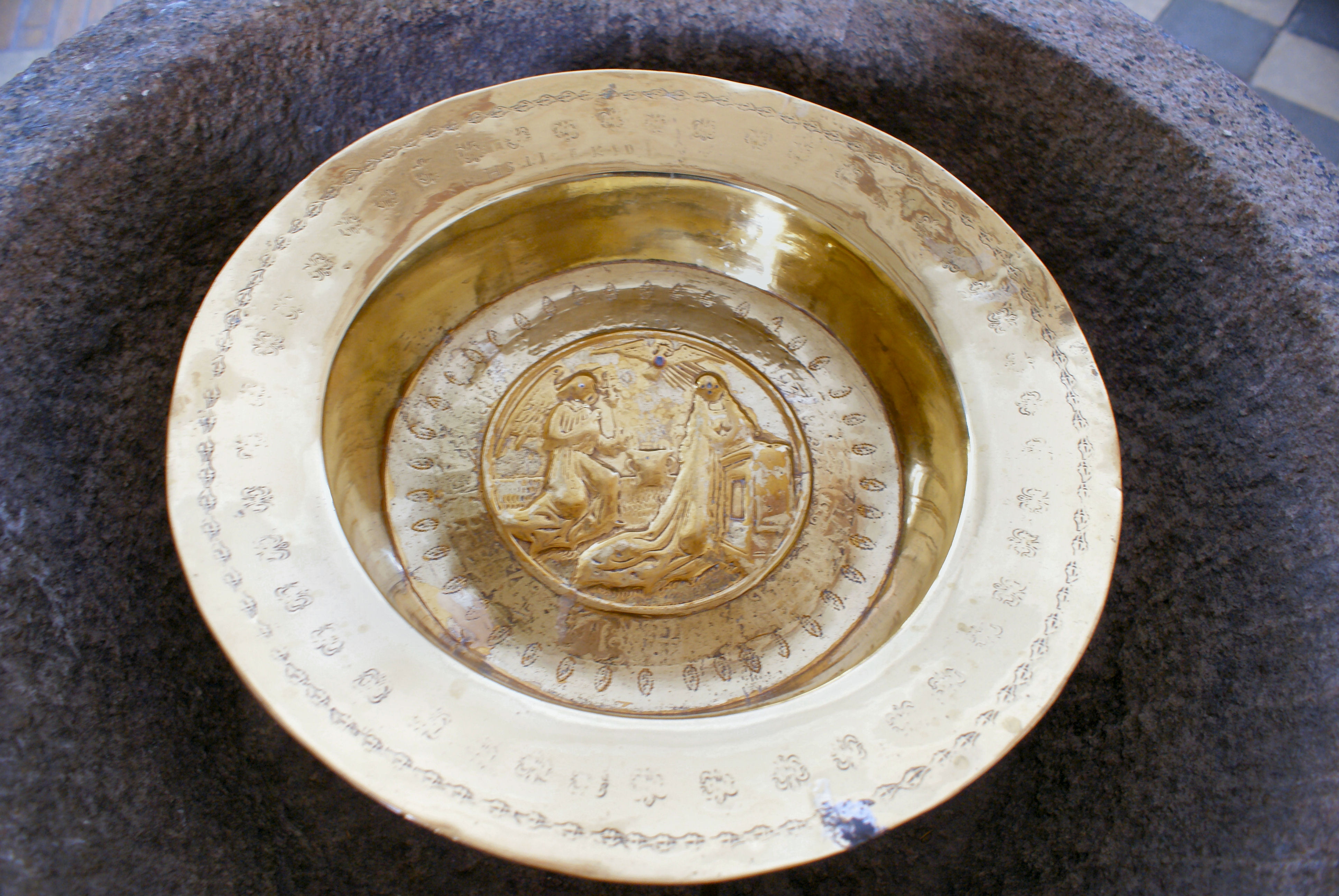
Taufschale
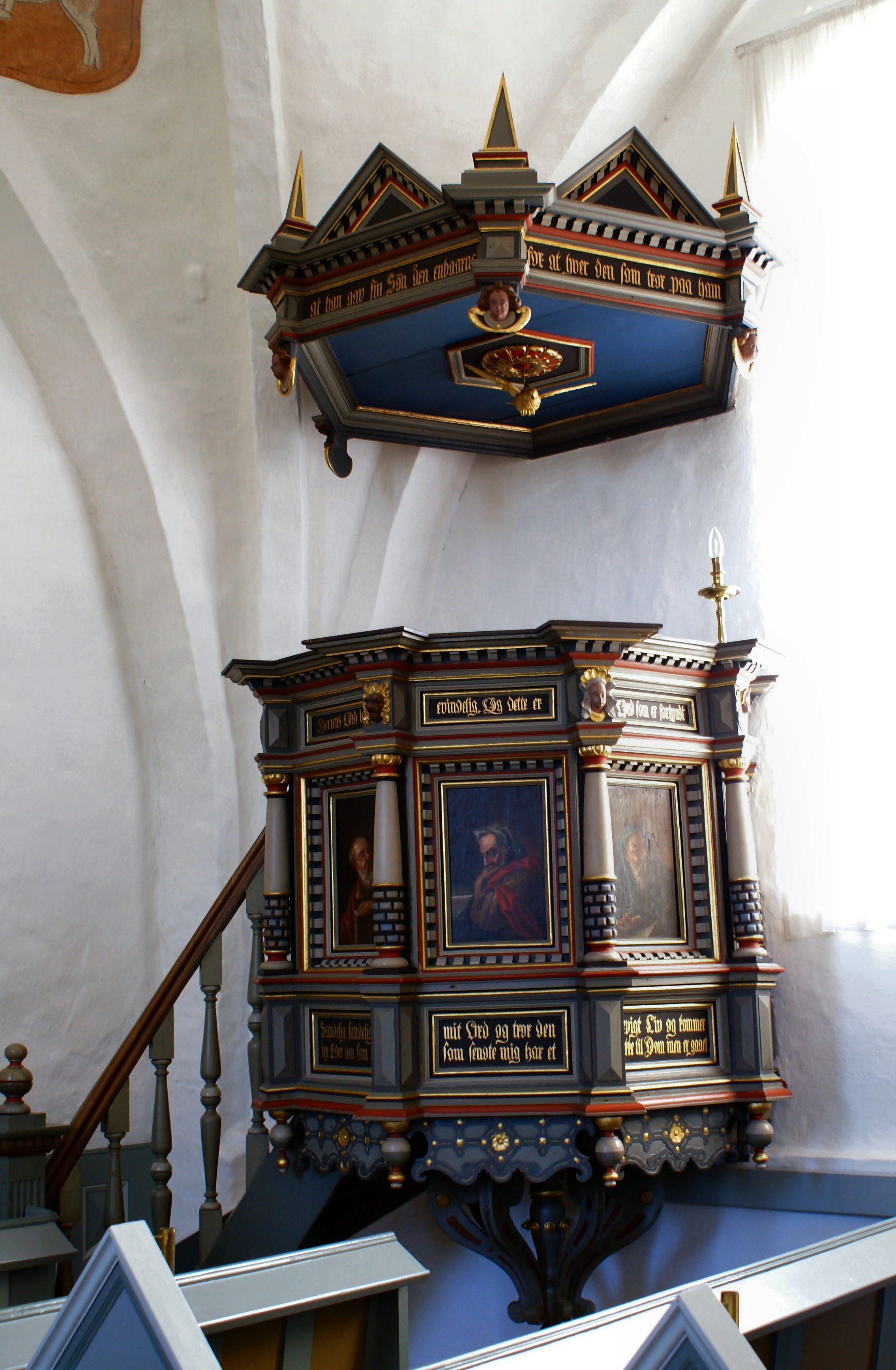
Kanzel

## Altar

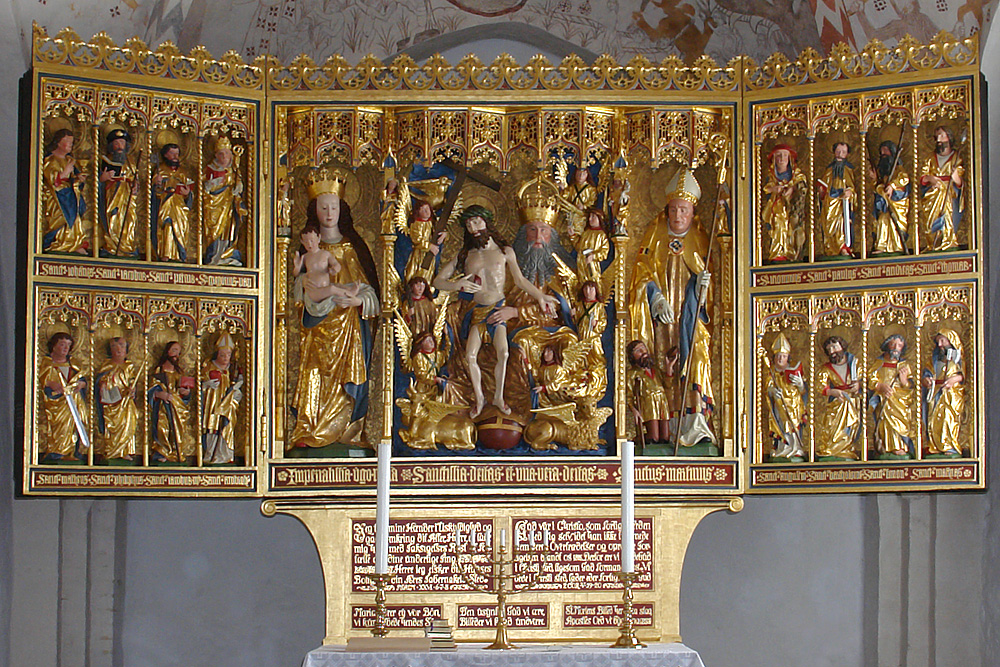
Altar

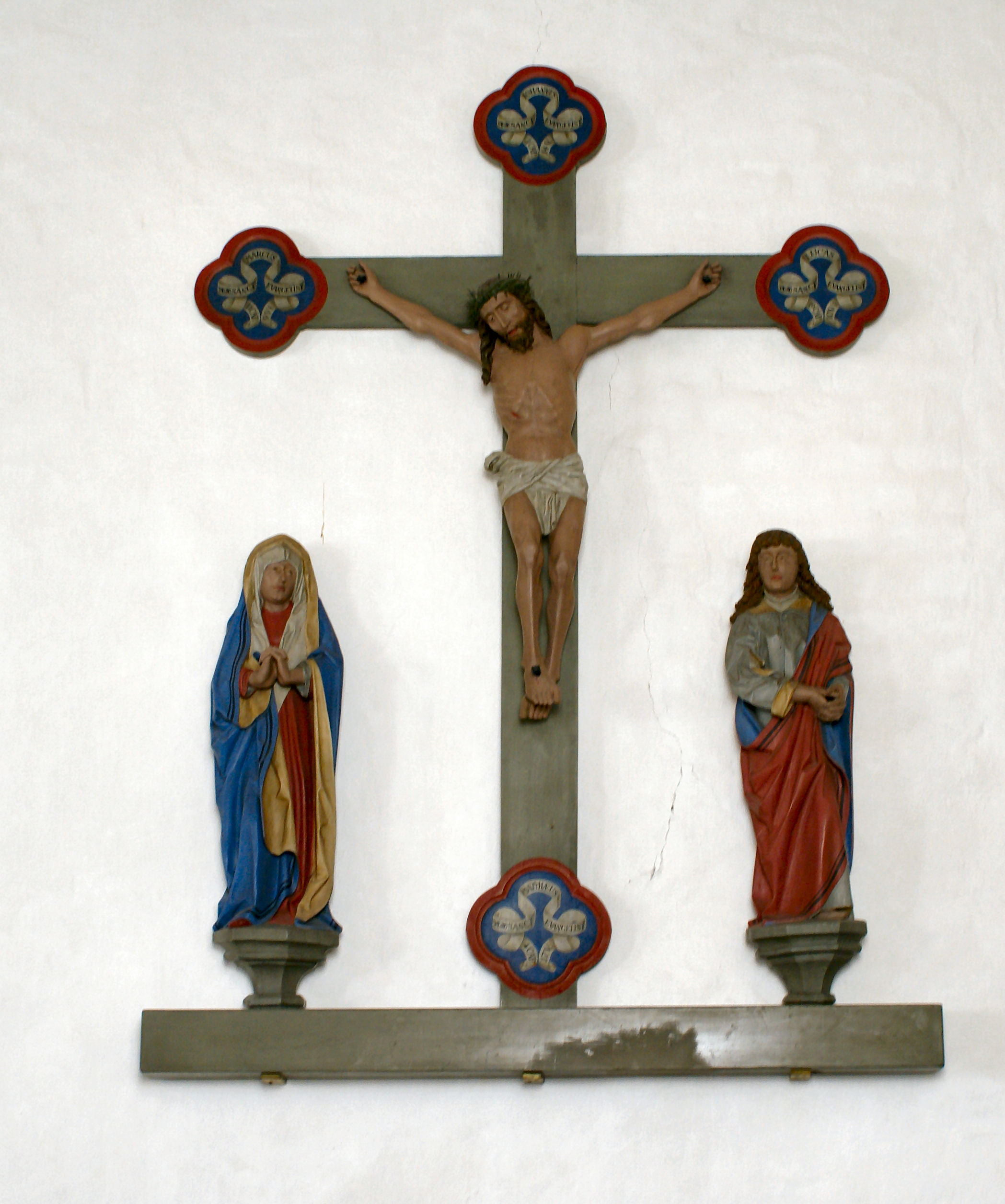
Kreuzigungsgruppe

Das Schmuckstück der Kirche ist der ursprünglich fünfflüglige, heute dreiflüglige Flügelaltar von ca. 1500, der vom damaligen Eigentümer der Kirche von der Sankt Mortens Kirke in Randers erworben wurde, als der 1765 ein neuer Altar gestiftet wurde.
Der Altarschrein zeigt im Mittelfeld eine ungewöhnliche Darstellung des Gnadenstuhls: zum einen fehlt die Taube des Heiligen Geistes, zum anderen hält Gottvater seine linke Hand vor den Lendenschurz Christi, und der Lendenschurz öffnet durch ein Loch den Blick auf ein sechstes Wundmal Christi. Geste und Wundmal werden als Zeichen für die damalige Lehre interpretiert, die Beschneidung Christi, die ihm ja eine Wunde zufügte, sei Teil des Sühnopfers Christi gewesen. Im linken Feld ist Maria mit dem Jesuskind dargestellt, im rechten Feld St. Martin. In den Ecken des Mittelfeldes sind die Symbole der Evangelisten: links oben der Adler des Johannes, links unten der Ochse des Lukas, rechts oben der geflügelte Mensch des Matthäus und rechts unten der Löwe des Markus. Die drei Felder des Schreins werden von schlanken Säulen eingefasst, auf deren Kapitellen kleine Figuren stehen; von links nach rechts sind es: vermutlich St. Nikolaus, Maria Magdalena, vermutlich St. Maternus und Elisabeth von Thüringen.
Auf den Flügeln des Altars sind die zwölf Apostel und die vier Kirchenväter dargestellt:
linker Flügel, obere Reihe: Johannes, Jakobus der Ältere, Petrus, Papst Gregor der Große
linker Flügel, untere Reihe: Matthäus, Philippus, Jakobus der Jüngere, Augustinus
rechter Flügel, obere Reihe: Hieronymus, Paulus, Andreas,  Thomas
rechter Flügel, untere Reihe: Ambrosius, Bartholomäus, Simon, Matthias
Der obere Abschluss des Altars ist seit 1924 ein Kreuzblumenfries, davor war auf dem Altarschrein vermutlich die Kreuzigungsgruppe, die jetzt an der linken Wand des Chores angebracht ist und die jedenfalls zusammen mit dem Altar von der Sankt Mortens Kirke erworben wurde.
Auf der Predella sind Inschriften, u. a. drei gereimte Zweizeiler, die die Figuren im Schrein aus evangelischer Sicht in zeitgenössischem Dänisch kommentieren:
Maria hörer eÿ vor Bön, / vi kun tilbede hendes Sön.
(Maria hört nicht unser Fleh’n, / wir beten nur zu ihrem Sohn.)
Den usȳnlig Gud vi ære, / Billeder vi kand undvære.
(Den unsichtbaren Gott wir ehren, / Bilder können wir entbehren.)
St. Mortens Billede her maa staa, / Apostles Ord vi bȳgge paa.
(St. Martins Bild mag stehen hier, aufs Wort der Apostel bauen wir.)
Der Schöpfer des Altars ist unbekannt; nach der Inschrift Imperialissi[m]a v[ir]go ma[r]ia (Allherrscherin Jungfrau Maria) unter der Marienstatue hat er im 20. Jahrhundert den Notnamen Imperialissima-Meister bekommen.
Der Altar wurde 1765, 1924 und 2006–2007 restauriert.